# Eumalacostraca
Az Eumalacostraca a felsőbbrendű rákok legnagyobb alosztálya. Ide tartozik szinte minden általánosan ismert rákféle. Az élőek közül igazából csak a sáskarákok (Somatopoda) és a Lepostraca hiányzik belőle a Malacostracahoz képest. Ennek egyedfejlődési háttere van.
Most épp 3 öregrendet, 16 rendet és több, mint 40000 fajt tartalmaz:
- Syncarida Packard, 1885
  - †Palaeocaridacea
  - Bathynellacea Chappuis, 1915
  - Anaspidacea Calman, 1904 (including Stygocaridacea)
- Peracarida Calman, 1904
  - Spelaeogriphacea Gordon, 1957
  - Thermosbaenacea Monod, 1927
  - Lophogastrida Sars, 1870
  - Mysida Haworth, 1825
  - Mictacea Bowman, Garner, Hessler, Iliffe & Sanders, 1985
  - Amphipoda Latreille, 1816
  - Isopoda Latreille, 1817
  - Tanaidacea Dana, 1849
  - Cumacea Krøyer, 1846
- Eucarida Calman, 1904
  - Euphausiacea Dana, 1852
  - Amphionidacea Williamson, 1973
  - Decapoda Latreille, 1802
  - †Angustidontida